# Zjaqsy
Zjaqsy (kazakiska: Жақсы) är en ort i Kazakstan. Den ligger i oblystet Aqmola, i den centrala delen av landet, 290 km väster om huvudstaden Astana. Zjaqsy ligger 392 meter över havet och antalet invånare är 5 001. Distriktshuvudort i Zjaqsy audany.
Terrängen runt Zjaqsy är huvudsakligen platt. Zjaqsy ligger uppe på en höjd. Runt Zjaqsy är det mycket glesbefolkat, med 4 invånare per kvadratkilometer. Det finns inga andra samhällen i närheten. Trakten runt Zjaqsy består i huvudsak av gräsmarker.